# یعقوب ممدوف
یعقوب ممدوف (ترکی آذربایجانی: Yaqub Cavad oğlu Məmmədov / Jагуб Ҹавад оғлу Мәммәдов؛ زادهٔ ۳ مارس ۱۹۴۱) سیاستمدار، و پزشک اهل جمهوری آذربایجان است. وی در تاریخ ۶ مارس تا ۱۴ می و از ۱۸ تا۱۹ می ۱۹۹۲ رئیس جمهور جمهوری آذربایجان بوده‌است. ممدوف در دانشگاه پزشکی آذربایجان حضور داشته‌است و همچنین به عنوان سخنگوی مجلس ملی جمهوری آذربایجان فعالیت کرده‌است.

## اوایل زندگی
ممدوف در روستای ال-اسماعیلی در شهرستان گدابیگ متولد شد. ممدوف تخصص خود را در پزشکی کودکان از دانشگاه علوم پزشکی آذربایجان بدست آورد و هم اکنون در این دانشگاه به عنوان پروفسور مشغول به تدریس می‌باشد. مطالعات پزشکی ممدوف در زمینه پاتوفیزیولوژی و دستگاه لنفاوی بوده‌است. از ممدوف نزدیک به ۳۷۰ مطلب علمی منتشر شده‌است.

## فعالیت‌های سیاسی
در بحبوحه اغتشاشات سیاسی در جمهوری آذربایجان ، یعقوب ممدوف ، آن زمان رئیس دانشگاه علوم پزشکی آذربایجان بود که به عنوان سخنگوی مجلس ملی جمهوری آذربایجان منصوب شد. پس از قتل عام کشتار خواجه‌لی غیرنظامیان آذربایجان در منطقه ناگورنو قره‌باغ ممدوف از سمت خود استعفا داده و پس از وی المیرا گفاروا به عنوان سخنگوی مجلس ملی جمهوری آذربایجان انتخاب گردید. در ۶ مارس ، رئیس جمهور ایاز مطلب‌اف مجبور به استعفا شد و طبق قانون اساسی دوره جمهوری آذربایجان دوره ، سخنگوی مجلس ، یعقوب ممدوف وظایف و مسئولیت‌های ریاست جمهوری را تا انتخابات جدید عهده دار شد. ممدوف در حالی که به عنوان رئیس‌جمهور جمهوری آذربایجان فعالیت داشت ، با لوون تر-پتروسیان در تهران در تلاش برای شروع مذاکرات صلح با واسطه ایران دیدار کرد.
در ۱۴ مه ، رئیس جمهور پیشین مطلب‌اف پس از آن که پارلمان وی را از مسئولیت قتل عام خوجالی بر حذر داشت ، به قدرت بازگشت ، اما با شورش مسلحانه به رهبری جبهه خلق آذربایجان در ۱۵ مه برکنار شد. یعقوب ممدوف به عنوان رئیس پارلمان در ۱۸ مه ۱۹۹۲ استعفا داد و پس از آن عیسی قمبر جایگزین شد.